# Álsio

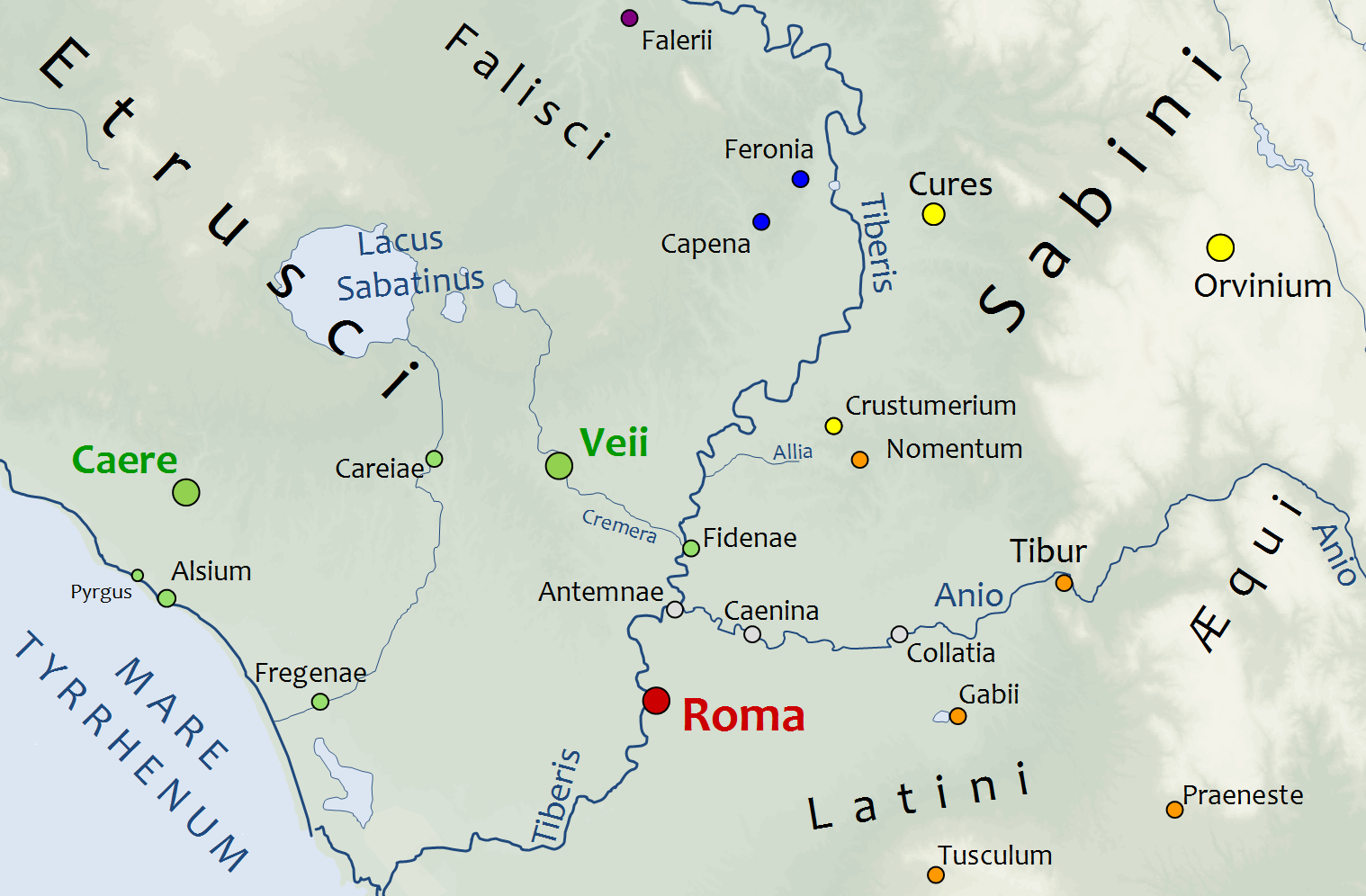
Localização de Álsio na Velho Lácio

Álsio (em latim: Alsium; em grego: Ἄλσιον; atual: Palo) era uma cidade antiga na costa da Etrúria, entre Pirgos e Frégenas a uma distância de 29 quilômetros do Porto de Augusto (em latim: Portus Augusti), na foz do Tibre, na Via Aurélia, através da qual está a cerca de 35 km de Roma. Foi uma das mais antigas cidades etruscas, mas só aparece na história durante a colonização romana de 247 a.C.. Nunca foi de grande importância, sendo conhecida sobretudo pelo fato de alguns romanos importantes, incluindo Pompeu e os imperadores Antonino, terem vilas lá.